# Lutherse kerk (Bredevoort)

Symbool van de Lutherse kerk

De Lutherse kerk in Bredevoort was een kleine geloofsgemeenschap in Bredevoort van 1737 tot en met 1811. De reguliere diensten werden gehouden in de apotheek van Goetsche, voor de bijzondere diensten kon men terecht in de Sint-Joriskerk. De gemeenschap heeft nooit een eigen gebouw gehad.

## Geschiedenis
In mei 1736 werden in het stadje een compagnie Duitse soldaten aan het garnizoen toegevoegd waarin een aantal Lutheranen zaten. Een jaar later zond de luitenant van deze groep een brief naar Amsterdam (in deze tijd het centrum van de Lutherse activiteit) om financiële ondersteuning aan te bevelen voor het opzetten van Lutherse diensten in Bredevoort. In 1738 werd twee keer vijftig gulden, zes bijbels, en twaalftal gezangboeken verzonden. Derk Hoppenbrouwer, drost en commandant van de heerlijkheid Bredevoort liet weten dat de Lutherse bezoeken echter sterk afhankelijk waren van de sterkte van het regiment. Er bezochten tussen de 18 en 40, bij uitzondering 50 mensen de Lutherse diensten. Desalniettemin werd de financiële ondersteuning vanuit Amsterdam voortgezet uit vrees om ten opzichte van de gereformeerde en roomse kerkdiensten een slecht figuur te slaan.

## Apotheker Goetsche
Eind 18e eeuw blijkt Apotheker Goetsche een centrale rol te spelen binnen de Lutherse Gemeente in Bredevoort. Naast het feit dat hij zijn huis beschikbaar stelde voor reguliere diensten, was het ook de plaats waar de voorganger gratis kon overnachten. De bijzondere diensten, zoals de avondmaaldiensten mochten in de Sint-Joriskerk worden gehouden. Onbekend is waar het huis stond van Apotheker Goetsche.

## Onrust
Rond het jaar 1763 probeerde men vanuit Doetinchem de gemeente in te lijven, dat op protest in Bredevoort uitliep. Men was gesteld op de Duitse voorganger Kühnen die de diensten al jarenlang voordroeg, maar men wilde de gemeente binnen de invloed van de Republiek houden, en de Doetinchemse Predikant Maas bracht verslag uit in Amsterdam. Er waren in Bredevoort tien Lutherse soldaten, een gepensioneerde sergeant, een gepensioneerde vaandrig uit Groenlo, zes Lutheranen uit Winterswijk en drie uit Aalten. In 1769 was het gemiddelde bezoekersaantal slechts twintig bezoekers. Tot 1795 werden de diensten desalniettemin door Doetinchemse predikanten waargenomen. De Franse Tijd brak aan. Door het wegtrekken van de Duitse soldaten kromp de gemeenschap drastisch. Johann Andries Fuchs wist de gemeenschap nog in stand te houden, maar doordat de meesten ongehuwd waren was die gemeenschap gedoemd uit te sterven. Amsterdam bleef de gemeenschap nog tot 1810 financieel steunen met vijftig gulden per jaar, maar door de waardevermindering van het geld was zij gedwongen de steun in te trekken. De laatste dienst werd in het voorjaar van 1811 gehouden.